# Belgiens Grand Prix 1989
Belgiens Grand Prix 1989 var ett lopp som ingick i formel 1-VM 1989. 

## Resultat
1. Ayrton Senna, McLaren-Honda, 9 poäng
2. Alain Prost, McLaren-Honda, 6
3. Nigel Mansell, Ferrari, 4
4. Thierry Boutsen, Williams-Renault, 3
5. Alessandro Nannini, Benetton-Ford, 2
6. Derek Warwick, Arrows-Ford, 1
7. Mauricio Gugelmin, March-Judd
8. Stefan "Lill-Lövis" Johansson, Onyx-Ford
9. Pierluigi Martini, Minardi-Ford
10. Emanuele Pirro, Benetton-Ford
11. Andrea de Cesaris, BMS Scuderia Italia (Dallara-Ford)
12. Ivan Capelli, March-Judd
13. Olivier Grouillard, Ligier-Ford
14. Jonathan Palmer, Tyrrell-Ford
15. Luis Pérez Sala, Minardi-Ford
16. Philippe Alliot, Larrousse (Lola-Lamborghini) (varv 39, motor)

### Förare som bröt loppet
- Eddie Cheever, Arrows-Ford (varv 38, hjul)
- Bertrand Gachot, Onyx-Ford (21, snurrade av)
- Riccardo Patrese, Williams-Renault (20, kollision)
- Michele Alboreto, Larrousse (Lola-Lamborghini) (19, kollision)
- Alex Caffi, BMS Scuderia Italia (Dallara-Ford) (13, snurrade av)
- Martin Brundle, Brabham-Judd (12, bromsar)
- Gerhard Berger, Ferrari (9, snurrade av)
- Stefano Modena, Brabham-Judd (9, hantering)
- Rene Arnoux, Ligier-Ford (4, kollision)
- Johnny Herbert, Tyrrell-Ford (3, snurrade av)

### Förare som ej kvalificerade sig
- Satoru Nakajima, Lotus-Judd
- Nelson Piquet, Lotus-Judd
- Christian Danner, Rial-Ford
- Pierre-Henri Raphanel, Rial-Ford

### Förare som ej förkvalificerade sig
- Nicola Larini, Osella-Ford
- Piercarlo Ghinzani, Osella-Ford
- Roberto Moreno, Coloni-Ford
- Gabriele Tarquini, AGS-Ford
- Bernd Schneider, Zakspeed-Yamaha
- Aguri Suzuki, Zakspeed-Yamaha
- Yannick Dalmas, AGS-Ford
- Gregor Foitek, EuroBrun-Judd
- Enrico Bertaggia, Coloni-Ford